# Fédération des centres sociaux et socioculturels de France
La Fédération des centres sociaux et socioculturels de France (FCSF) est une association laïque loi de 1901 qui fédère 1300 des 2283 centres sociaux agréés CAF en France. Elle est fondée en 1922 par Marie-Jeanne Bassot, à l'occasion du premier congrès international de l'International Federation of Settlements (IFS) à Londres.
Elle est reconnue d'utilité publique depuis 1931, agréée « Jeunesse et éducation populaire » au niveau national, et membre du Comité pour les relations nationales et internationales des associations de jeunesse et d’éducation populaire (Cnajep) et du Fonds de coopération de la jeunesse et de l’éducation populaire (Fonjep).

## Historique
Le premier centre social en France est fondé par Marie Gahéry en 1896 dans le 11e arrondissement de Paris, sous le nom de « Œuvre sociale de Popincourt ». En 1903, la sœur oratorienne Mercédès le Fer de la Motte lui succède à la direction de l’œuvre. Elle crée l'association « La Maison sociale » et ouvre six autres antennes à Paris et dans sa banlieue, dont à celle de Levallois-Perret dirigée par Marie-Jeanne Bassot. En 1922, cette dernière regroupe en une Fédération des centres sociaux de France (FCSF) les œuvres sociales françaises et les représente au premier congrès international des « Settlements » à Londres. La FCSF est officiellement déclarée en avril 1927. Elle est reconnue d’utilité publique par décret du 8 avril 1931,.
La première fédération départementale est créée en 1947 dans le Loiret. En 1965, la première journée fédérale réunit les représentants des fédérations locales et de la FCSF. Les présidents des fédérations locales deviennent souvent membre du CA national, conjointement avec les représentants des institutions nationales (union des CAF, logement social, union des affaires familiales...). La FCSF est admise au FONJEP : elle bénéficie de subventions pour la formation et de postes d’animateurs. En 1967 est organisé le premier congrès national à Dourdan dans l’Essonne avec 251 personnes de 120 centres sociaux. En 1971, la FCSF crée avec six fédérations locales un syndicat employeur : le SNAECSO. Cela marque la professionnalisation des centres sociaux.
En 1977, un groupe de travail "Jeunes et centres sociaux" se réunit pour mettre en commun l’expérience des centres sociaux de plus en plus nombreux à accueillir des groupes de jeunes dont certains ont embauché un animateur spécialisé. La commission « migrants » est créée lors de l’assemblée générale. Premier stage "adaptation à la fonction" pour les directeurs récemment nommés.
En 2000, la Fédération nationale des centres sociaux et socioculturels adopte une charte qui définit le centre social comme « un foyer d'initiatives porté par des habitants associés appuyés par des professionnels, capables de définir et de mettre en œuvre un projet de développement social pour l'ensemble de la population d'un territoire ». En 2005, les centres sociaux ont organisé leur Congrès de manière participative décentralisée et progressive, dans tous les centres de France lors de l'opération journée des 1000 couleurs, à l'occasion de l'Assemblée générale en juillet et une rencontre nationale "la cité de la participation" en région parisienne les 18,19 et 20 novembre 2005. En 2007, la Fédération nationale des centres sociaux organise la première version des Journées professionnelles de l'Animation globale (JPAG) à Lille. La priorité de la Fédération des centres sociaux pour 2014-2022 est de « renforcer le pouvoir d’agir des habitants ».
Le 22 octobre 2020, Sarah El Haïri, secrétaire d'État chargée de la Jeunesse et de l'Engagement auprès du ministre de l'Éducation nationale, de la Jeunesse et des Sports participe à une rencontre nationale organisée chaque année par la Fédération des centres sociaux et socioculturels de France (FCSF), « Réseau Jeunes ». Le thème de la rencontre était « Religions et laïcité », comme décidé depuis un an, mais la restitution de la rencontre intervient quelques jours après l'assassinat de Samuel Paty. Les journalistes de La Croix, La Nouvelle République et La Vie sont présents, et témoignent de l’incompréhension qui règne parmi les participants. Les échanges avec les 130 jeunes et la secrétaire d'État sont difficiles, celle-ci quittant précipitamment la rencontre, et estimant que cette jeunesse n'était pas « n’était pas franchement « représentative » de la jeunesse française ».
Elle diligente par la suite une enquête sur la FCSF, présentée comme une sanction par Le Canard enchaîné,. La secrétaire d'état affirme que « cette inspection ne remet pas en cause la liberté de parole des jeunes à laquelle je tiens particulièrement, mais la manière dont ont été conduits les travaux pendant les quatre jours ». Le compte rendu de la restitution fait la liste de certaines propositions des jeunes : des « vrais cours sur les religions » , la « mise en place d’espaces [d'échange] autour des religions comme de sujets de société », la liberté « de pouvoir porter des signes religieux à partir du lycée », mais aussi « Plus de formation auprès de la police, pour qu’il y ait moins de contrôle au faciès, moins de situations de discrimination » et une recommandation aux élus : qu’ils « ne donnent pas leur opinion personnelle quand ils sont invités à parler des religions en tant que représentants de la République ».

## Missions
- Animer un projet axé sur le renforcement du pouvoir d’agir des habitants pour répondre aux questions de société qui les concernent
- Fédérer et développer le réseau des centres sociaux et leurs fédérations
- Former et qualifier les bénévoles et salariés du réseau
- Éclairer les enjeux liés aux questions sociales, nourrir les politiques publiques, à partir d’une expertise fine de terrain et l’écoute des habitants
- Représenter le réseau des centres sociaux auprès des pouvoirs publics
- Animer un travail prospectif sur l’avenir des centres sociaux